# Mary Mallon
Mary Mallon, född 23 september 1869 i Cookstown, County Tyrone, Irland, död 11 november 1938 på North Brother Island i New York, även kallad Typhoid Mary (Tyfösa Mary), var den första personen i USA som identifierades som symtomfri smittbärare av tyfoidfeber. Under sin karriär som kokerska smittade hon 53 människor, varav tre avled. Att hon uppmärksammades beror dels på hennes ihärdiga förnekande av att ha spridit smittan, dels på hennes vägran att sluta arbeta som kokerska. Hon tvångsförsattes i karantän två gånger av hälsomyndigheterna och hon avled under den andra karantänsvistelsen.

## Kokerska

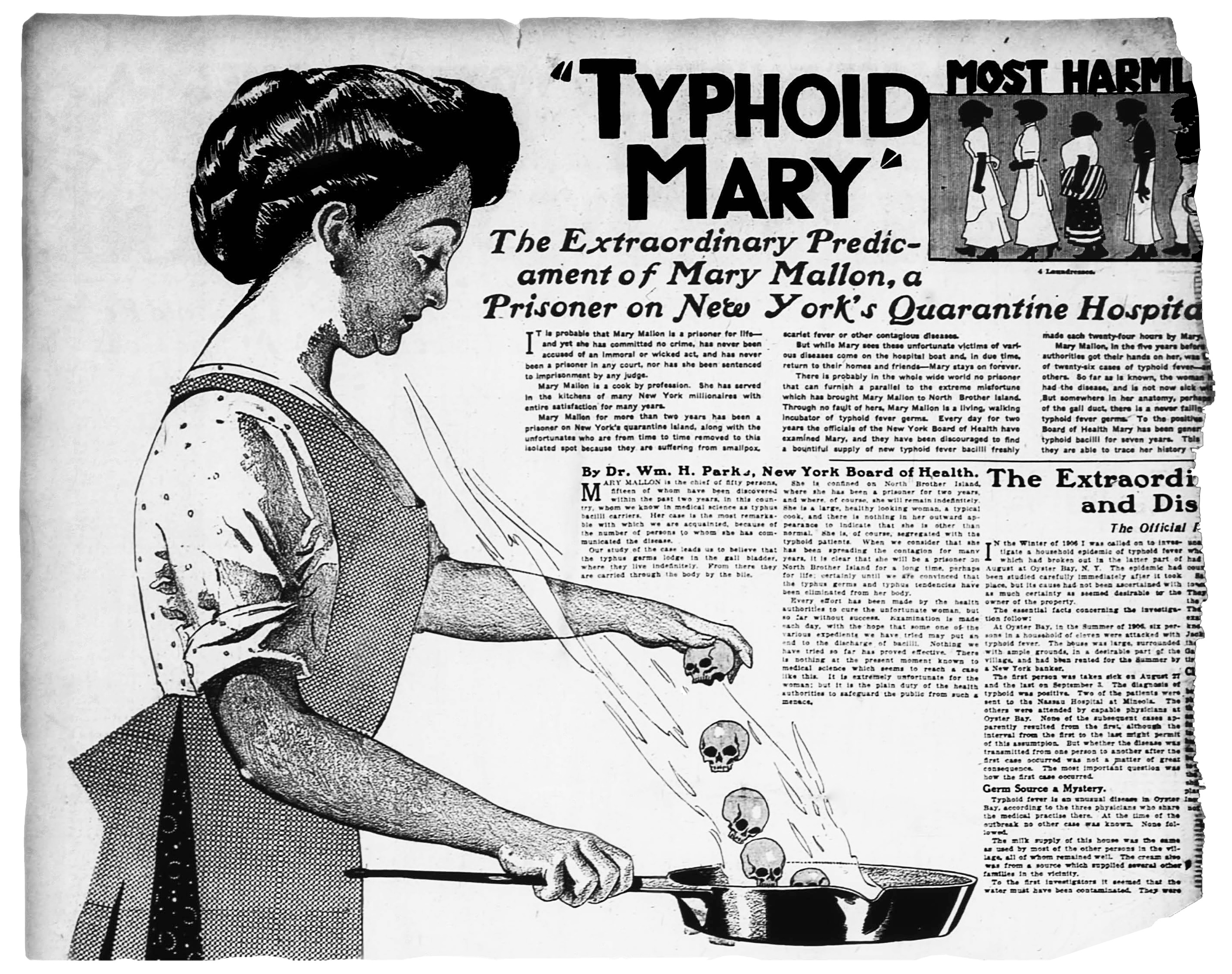
Mary Mallon i en tidning 1909.

Mallon emigrerade ensam från Irland till USA 1883 och arbetade som kokerska i New York-området mellan 1900 och 1907. Under den tiden smittade hon 22 människor med tyfoidfeber, varav en avled. Hon hade arbetat i ett hus i Mamaroneck i mindre än två veckor när de inneboende fick tyfoidfeber. Hon flyttade till Manhattan 1901 då medlemmar av den familjen fick feber och diarré, och hemhjälpen avled. Hon övergick därefter till att arbeta för en advokat, tills sju av åtta familjemedlemmar fick tyfoidfeber. Mary Mallon tillbringade månader med att hjälpa de människor som hon hade smittat men hennes hjälpinsatser spred smittan ytterligare inom hemmet. 1904 fick hon anställning på Long Island och inom två veckor hade sex av elva familjemedlemmar fått föras till sjukhus på grund av tyfoidfeber. Hon bytte åter igen arbetsplats och ytterligare tre hushåll smittades. Smittan överfördes ofta via hennes egen efterrätt som var persikor med glass.

## Utredning
Sanitetsarbetaren George Soper anlitades av fastighetsägaren till ett av de hus där Mary hade arbetat, för att utreda tyfoidfeberutbrottet där. Efter en noggrann utredning identifierade han Mary som den möjliga smittbäraren av sjukdomen.
När George Soper meddelade Mary Mallon att hon förmodligen spred tyfoidfeber, vägrade hon bestämt att lämna urin- och avföringsprov. Soper avvek och publicerade den 15 juni 1907 sina iakttagelser i Journal of the American Medical Association. Vid sin nästa kontakt med Mallon hade han tagit med sig en doktor, men blev åter igen avvisad. Mallons förnekande av att hon var smittbärare baserades på en diagnos av en ryktbar kemist, som hade funnit att hon inte bar på smittan. Under de testerna var hon dock smittfri. När Soper första gången berättade för henne att hon var smittbärare, så var informationen om att en person kunde sprida smittan och samtidigt vara frisk, inte känd. Då han senare träffade henne på ett sjukhus berättade han att han tänkte skriva en bok om henne och ge henne alla intäkter. Hon låste då in sig i ett badrum tills han lämnade sjukhuset.

## Karantän

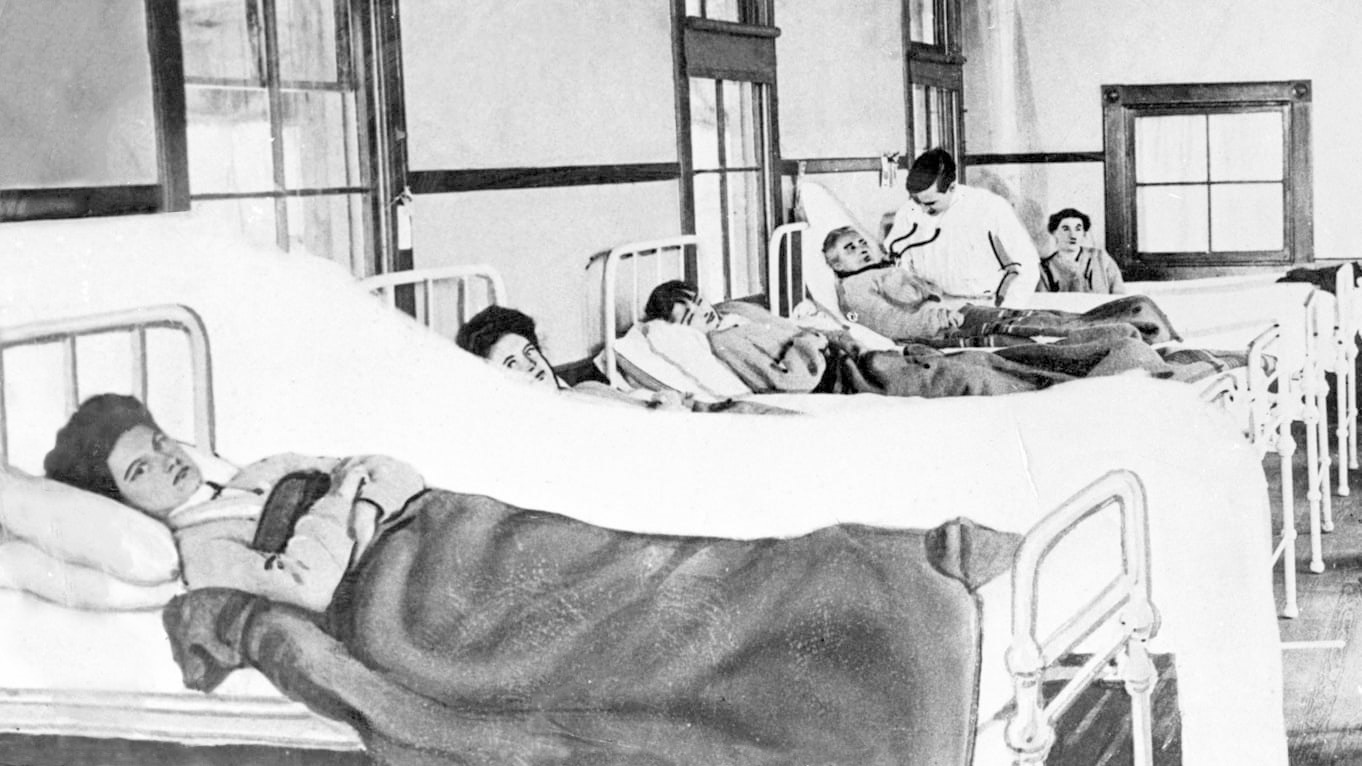
Mary Mallon (längst till vänster) på ett sjukhus under sin första karantänvistelse.

New Yorks hälsomyndigheter skickade läkaren Sara Josephine Baker för att tala med Mary, som vid den tiden var övertygad om att hon var förföljd av lagen trots att hon inte hade gjort något fel.
Några dagar senare återvände Baker till Mallons arbetsplats med flera poliser som arresterade henne. En inspektör från hälsomyndigheten undersökte henne och fann att hon bar på smittan. Hon isolerades i tre år på ett sjukhus på North Brother Island, och skrevs sedan ut under förutsättning att hon aldrig mer skulle arbeta med mat. Hon tog då pseudonymen "Mary Brown" och återvände till matlagningen. 1915 smittade hon 25 personer då hon arbetade som kokerska på Sloansjukhuset i New York. Två av dem som smittades avled. Hälsomyndigheterna grep henne igen och försatte henne i karantän för resten av hennes liv. Hon blev en celebritet och intervjuades av journalister som förbjöds att ens ta emot ett glas vatten av henne. Senare i livet tilläts hon att arbeta som tekniker i öns laboratorium.

## Död
Mallon avled 1938 av lunginflammation. Sex år tidigare hade hon fått en stroke som hade förlamat henne. Obduktionen visade att hon hade tyfoidfeberbakterier i gallblåsan.[källa behövs] Hennes kropp kremerades på Saint Raymonds kyrkogård i Bronx.